# Tony DiMera
Graaf Tony DiMera is een personage uit de soapserie Days of our Lives. De rol wordt gespeeld door acteur Thaao Penghlis. Van 1993 tot 1995 en van 2002 tot 2005 was Thaao ook te zien in de serie als Tony DiMera, maar in 2007 kwam aan het licht dat Tony al sinds 1985 gevangengehouden werd door André DiMera, zijn neef die er via een operatie identiek uitzag en dus al die jaren het leven van Tony leidde. Thaao verliet de serie in 2009.

## Personagebeschrijving
Tony DiMera kwam in 1981 naar Salem om zijn vrouw, Liz Chandler, van wie hij nooit officieel gescheiden was terug te winnen. Tony dwong Liz om bij hem te wonen, maar zij wilde dat niet en was verliefd op Neil Curtis. Liz wilde Tony verlaten maar dan verkrachtte hij haar. Liz werd zwanger van Neil, alhoewel Tony dacht dat het kind van hem was. Tony wilde Liz haar scheiding geven, maar enkel nadat de baby geboren was zodat het bewezen kon worden dat het kind van hem was. Nadat Liz bevallen was en Neil Curtis de vader bleek te zijn, scheidde Tony van Liz.
In 1982 deed Tony een huwelijksaanzoek aan Renée DuMonde en zij aanvaardde dit. Toen Renée in het dagboek van haar moeder Lee las dat Stefano DiMera haar echte vader was verbrak ze de verloving omdat Tony haar halfbroer was. Ze vertelde wel niet de ware toedracht om zijn gevoelens te sparen. Tony wilde Renée echter niet opgeven en uiteindelijk vertelde zij hem de waarheid. Tony weigerde te geloven dat ze zijn halfzus was. Tony verweet het Stefano van de liefdesbreuk en toen hij Salem wilde verlaten, veinsde Stefano een hartaanval. Zijn moeder Daphne DiMera vertelde dat Tony niet de zoon was van Stefano, waardoor hij en Renée toch niet verwant waren en samen konden zijn. De familietuinman Enrico zou de vader zijn van Tony. Een bloedtest bevestigde het verhaal van Daphne, maar Renée was inmiddels verdergegaan met haar leven en trouwde met David Banning. Ondanks het bewijs dat Tony niet de zoon was van Stefano weigerde Renée om David te verlaten.
In 1983 ging Tony met zijn secretaresse Anna Fredericks Las Vegas waar Anna Tony drogeerde en met hem trouwde. Ze beweerde dat ze beiden onder invloed waren en dat ze zich niet kon herinneren dat ze met hem getrouwd was. Tony was erg kwaad. Nadat Stefano “overleed” moest hij volgens het testament een jaar bij zijn zus Renée DuMonde wonen om zijn erfenis te krijgen. Hij en Anna trokken in het DiMera-huis in bij Renée en haar man David. Het koppel dat het eerste een kind zou krijgen zou nog eens vijf miljoen extra erven.
Anna werd zwanger van Tony’s kind en de jaloerse Renée probeerde Anna te vermoorden door een bom te plaatsen op een jacht. Tony en Anna waren op de boot toen de bom ontplofte. Ze werden gered door David, maar Anna verloor de baby. David scheidde nu van Renée. Later dat jaar ontdekte Tony hoe Anna nu met hem getrouwd was en scheidde van haar, hoewel zij nu echt verliefd was geworden op hem.
Dan ontdekte Daphne een tweede testament waarin Renée alles erfde. Ze was wanhopig om hen terug samen te krijgen. De eenzame Renée werd getroost door Alex Marshall en hij overtuigde haar om met hem te trouwen. Nadat Renée het tweede testament vond bij Alex wist ze dat hij enkel voor het geld met haar getrouwd was. Renée besloot een groot feest te geven en nodigde het puikje van Salem uit. Toen iedereen er was zei ze dat ze geen vrienden had en dat niemand haar graag had. Iedereen was verbaasd om te horen dat ze met Alex getrouwd was, maar dan spuwde ze haar gal uit over Alex door te zeggen dat ze wist van het testament en waarom hij met haar getrouwd was. Renée verontschuldigde zich bij Tony en zei dat hij haar enige ware liefde was en dat hij haar geleerd had wat onvoorwaardelijke liefde was. Later op de avond vertelde Tony aan Renée dat hij nog steeds van haar hield en ze bedreven de liefde. Tony mengde zich terug onder de gasten totdat er een schreeuw volgde, Renée werd door de meid Delia vermoord teruggevonden in haar kamer met een mes in haar rug. Daphne was de hoofdverdachte tot ontdekt werd dat André DiMera de dader was. André was een van Stefano’s vele neefjes die plastische chirurgie had ondergaan om er precies als Tony uit te zien.
In opdracht van Alex Marshall moest Anna Tony bespioneren en toen ze in zijn appartement rondneusde kwam ze Tony vastgeketend tegen. André had Tony gevangengenomen en zijn leven overgenomen. Nog voor ze kon ontsnappen werd ze door André gevat. Roman Brady kon Tony en Anna redden.
In 1984 openden Anna en Alex Marshall een modebedrijf. Samen met Tony kozen ze Haïti uit voor een fotoshoot. Aan boord van het vliegtuig naar Haïti waren Eugene Bradford, Calliope Jones, Bo Brady, Hope Williams, Anna DiMera, Liz Chandler, Carlo Forensa, Tony DiMera en zijn moeder, Daphne DiMera. Tijdens de vlucht dook André op en toen hij de piloot bedreigde om zijn koers te wijzigen stierf deze aan een hartaanval en het vliegtuig stortte neer op een eiland. Het enige slachtoffer buiten de piloot was Daphne DiMera, die in de armen van André stierf. Toen Tony ontdekte dat zijn moeder overleden was, viel hij André aan. André belandde in drijfzand en werd nu dood gewaand. De kustwacht arriveerde en redde iedereen.
In 1985 verloofde Tony zich opnieuw met Anna. Ze trouwden, maar het huwelijk was ongeldig omdat Alex Marshall een acteur had ingehuurd om het huwelijk in te zegenen. Daarna werd Anna ontvoerd, maar uiteindelijk trouwde ze toch met Tony.
Anna werd beschuldigd van de moord van haar kunstleverancier Claus Van Zandt. Anna was onschuldig en terwijl ze haar onschuld wilde bewijzen verdween Tony. Anna werd nu ook beschuldigd voor het verdwijnen van haar man, maar in feite werd Tony gevangen gehouden door Claus, die nog in leven was.
Nadat ontdekt werd dat Claus niet dood was werden de aanklachten tegen Anna ingetrokken. Tony bleef vermist en later kreeg Anna een document waaruit bleek dat Tony van haar gescheiden was, maar dit document was niet geldig.
Meer dan twintig jaar later dook Anna opnieuw op in Salem en hielp de Brady's met de vete tegen de DiMera's en probeerde Tony te verleiden. Toen ze hem kustte voelde ze meteen dat het niet de man was waarmee zij getrouwd was. De waarheid kwam aan het licht en het bleek dat André Tony gevangengenomen had en dat hij al twintig jaar het leven van Tony leidde. Anna overtuigde Tony om mee te komen naar Salem en ze werden opnieuw een koppel.